# Bothrops fonsecai
Bothrops fonsecai, popularmente conhecida por jararaca, cotiara, urutu, é uma espécie de serpente da família Viperidae. Endêmica do Brasil, pode ser encontrada nos estados de Minas Gerais, Rio de Janeiro e São Paulo.